# Geografia de Zàmbia
Zàmbia és un estat del sud d'Àfrica, sense fronteres marítimes. Té una extensió total de 752.614 km² (lloc 39º), dels quals 11.890 són d'aigua (1,6%), i hi destaquen les cascades Victòria, el llac Mweru i el riu Zambezi.

## Geografia política
Les fronteres de l'estat fan un total de 5.664 km. A l'oest es troba Angola, amb 1.110 km; al sud-oest, l'estreta projecció de Namíbia anomenada franja de Caprivi, amb 233 km. Al sud, hi ha un lloc anomenat quadripoint, perquè hi conflueixen quatre estats: Zàmbia, Namíbia, Botswana, de la qual només hi ha un punt, i Zimbàbue, al sud, amb 797 km. Al sud-est es troba Moçambic, amb 419 km de frontera. A l'est, seguint de sud a nord la Gran Vall del Rift, hi ha Malawi, amb 837 km, i Tanzània, amb 338 km. Al nord, amb un pronunciat entrant, hi ha la República Democràtica del Congo, amb la frontera més llarga, 1.930 km.
El territori s'organitza en 9 províncies i 72 districtes.

## Geografia física

### Topografia

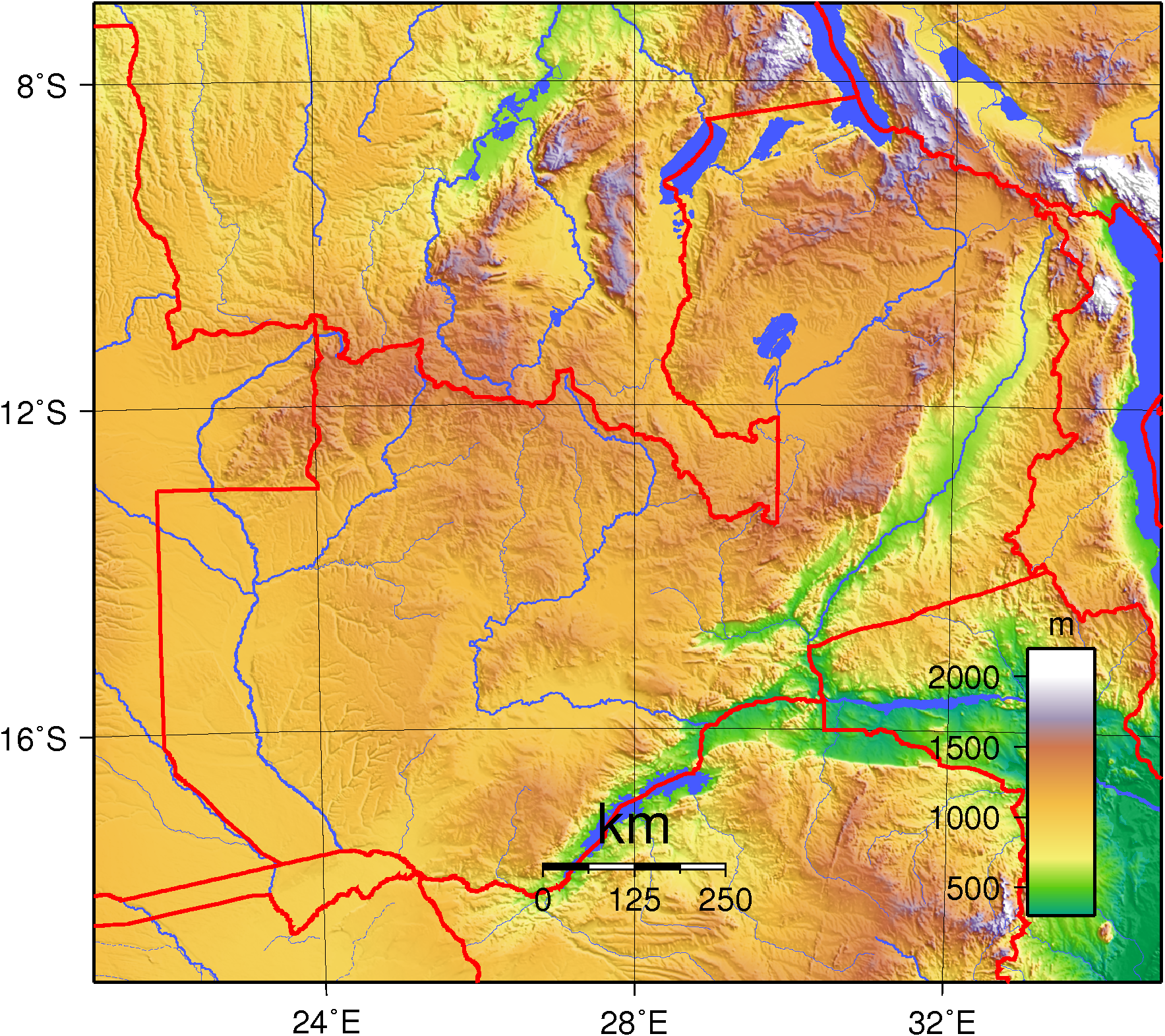
Mapa físic de Zàmbia

El territori de Zàmbia és format per una sèrie d'altiplans amb una altitud mitjana de 1.000 a 1.300 m, i la fossa tectònica de la vall del riu Luangwa, a l'est. La part occidental és un ampli altiplà que al nord forma la divisòria d'aigües entre els rius Zambezi i Congo. Els rius que la travessen, que es dirigeixen cap al sud, són el Zambezi, a l'oest, que travessa l'estat, i el riu Kafue, un dels seus afluents, que discorre sencer per Zàmbia. El Zambezi gira cap a l'est i forma la frontera sud, on es troba la ciutat de Livingstone i les cascades Victòria i més cap a l'est, el llac Kariba, que és un pantà gegantesc.
Al centre, on el país s'acurta, l'altiplà culmina a les muntanyes Muchinga, que cobreixen pel nord la vall del riu Luangwa i tenen un cim de 2.164 m: es perllonguen cap al nord en una sèrie de muntanyes fraccionades per diversos rius. El riu Luangwa recorre de nord a sud la part oriental de Zàmbia, i desemboca al Zambezi, on es troba el punt més baix de l'estat, amb una cota mínima de 329 metres.
A l'oest de les muntanyes Muchinga, a la part oriental de l'estat, hi ha una depressió amb el llac Bangweulu i els seus pantans, alimentats pel riu Chambeshi. El riu Luapula, que ix d'aquesta zona, es dirigeix primer cap al sud i després cap al nord, on fa frontera amb la RDC, fins a desembocar en el llac Mweru. A l'extrem nord és el llac Tanganyika, que forma part del Rift i separa Tanzània, la RDC i Zàmbia. Entre els llacs Mweru i Tanganyika hi ha el llac Mweru Wantipa. Tota aquesta zona, a l'oest dels Muchinga, forma part de la conca superior del Congo.
Al nord-est, a l'altra banda del Luangwa, hi ha l'altiplà Nyika, que entra en bona part a l'estat veí de Malawi.
L'altiplà occidental, inclinat al sud-oest, cap al Zambezi, és format per velles roques cristal·lines erosionades. A l'extrem occidental apareixen arenes més joves, restes d'un desert de Kalahari més ampli. La part central i oriental de l'estat, sobretot els pujols aïllats, està formada per roques més resistents: granit i roca volcànica, que es troben a la depressió del llac Bangweulu, amb 2.500 milions d'anys. A les àrees centrals hi ha les roques sedimentàries del Katanga, d'uns 620 milions d'anys, que contenen coure, cobalt, urani, zinc i altres minerals. Al nord de la part central, entre Ndola i Mufulira, hi el cinturó del Coure o Copperbelt, una àrea compartida amb la RDC coneguda per la mineria del coure. Al sud i a l'oest hi ha part del sistema estratigràfic denominat Supergrup Karoo que, al nord del llac Kariba, és ric en carbó.

### Clima
Zàmbia gaudeix d'un clima tropical, i les seues característiques es modifiquen amb l'altitud del territori, cap a climes subtropicals. En la classificació climàtica de Köppen apareix dividit entre monsònic i sabana, amb algunes àrees semiàrides al sud-oest.
N'hi ha dues estacions principals:
- L'estació de les pluges va de novembre a abril.
- L'estació seca comprèn els mesos entre maig i octubre. Al seu torn se subdivideix en estació seca temperada (maig-agost) i estació seca càlida (setembre-octubre).

Zàmbia té una bona ràtio de pluges, amb mínimes de 500 mm i màximes de 1.400 mm. On més plou és a la zona nord-oest (1.400 mm de mitjana) i a la part nord (1.200 mm de mitjana); cap al sud, la pluja escasseja (700 mm de mitjana), sobretot a les depressions dels cursos mitjans dels Luangwa i Zambezi.
El territori de Zàmbia té poques diferències de latitud i gairebé tot se'n situa entre els 1.000 i els 1.300 m d'alçària. Per això les temperatures són si fa no fa les mateixes arreu. Cap al sud, però, la calor augmenta, i pot arribar als 40 °C, en ambients humits.
- Juny (estació seca temperada): mínimes de 6-12 °C i màximes de 21-26 °C.
- Octubre (estació seca càlida): mínimes de 17-22 °C i màximes de 28-35 °C.
- Febrer (estació plujosa): mínimes de 14-19 °C i màximes de 25-30 °C.

### Hidrografia
El riu més important de Zàmbia és el Zambezi, que està envoltat en algunes zones per pantans i marjal, i proveeix molta població del país. El llac més gran és el Mweru; Zàmbia és plena de petits llacs i llacunes que es dispersen pel territori i són permanents, tret dels del sud-oest, on les depressions inundables i els llits, per la rodalia del desert de Kalahari, no duen aigua tot l'any.
Zàmbia ha estat sempre necessitada d'aigua, de manera que moltes de les tribus són nòmades.

## Ecoregions
A Zàmbia hi ha 9 ecoregions. El paratge és dominat per la sabana i les prades, amb certa presència dels boscs i regions semiàrides properes al desert de Kalahari.

## Recursos naturals
És ric en aquests recursos:
- Coure
- Cobalt
- Zinc
- Plom
- Carbó
- Maragdes
- Or
- Plata
- Urani
- Energia hidràulica

## Ús del sòl
La taula representa els percentatges d'ús analitzats el 2011. L'any 2005 es regaven 1.559 km².
| Ús                 | Percentatge d'àrea |
| ------------------ | ------------------ |
| Terres d'arada     | 4.52               |
| Cultius permanents | 0.05               |
| Altres             | 95.44              |

## Medi ambient
Zàmbia és assotada per fortes tempestes tropicals entre novembre i abril.
Els majors problemes mediambientals provenen de la contaminació atmosfèrica, que provoca la pluja àcida a les zones mineres i de refineria de mineral; la contaminació química de l'aigua, que afecta les poblacions de rinoceronts, elefants, antílops i felins; la desforestació, l'erosió del sòl, la desertització i el mal tractament de les aigües repercuteix en la salut animal i humana.
Zàmbia és membre d'aquestes associacions o ha adoptat aquestes mesures internacionals:
- Biodiversitat.
- Canvi climàtic.
- Desertització.
- Espècies en perill d'extinció.
- Hazardous waste.
- Drets de la mar.
- Comprehensive Nuclear-Test-Ban Treaty.
- Protocol de Mont-real.
- Protecció d'aiguamolls.
- Zàmbia ha signat però no ratificat el protocol de Kyoto.

## Àrees protegides de Zàmbia

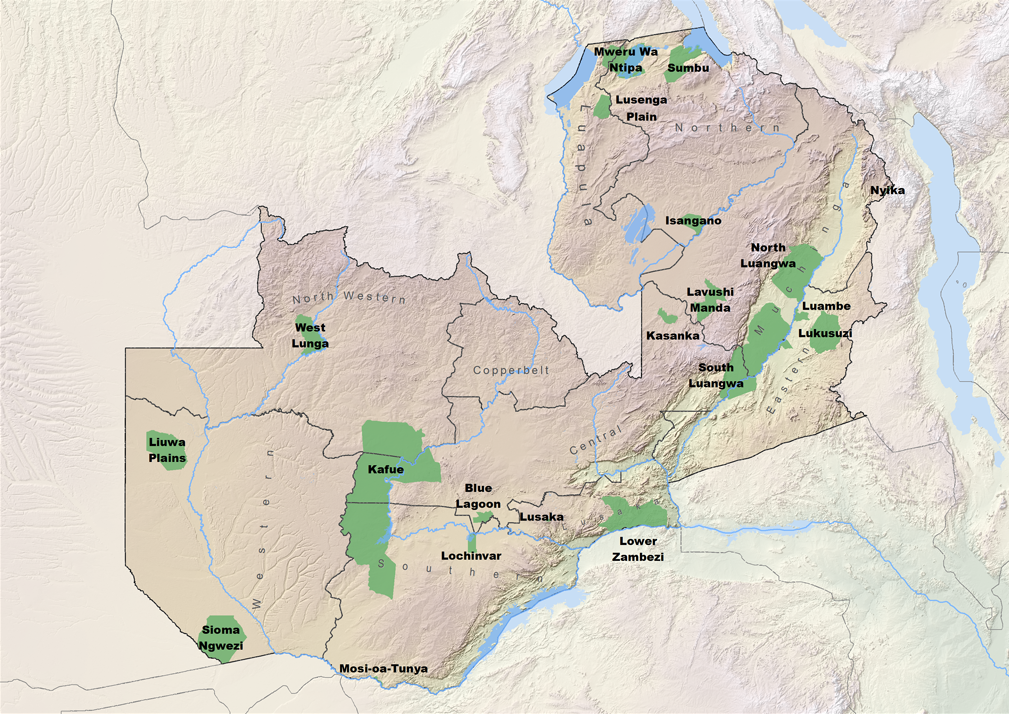
Mapa dels parcs nacionals de Zàmbia

A Zàmbia hi ha 635 zones protegides, 286.161 km², el 37,87% de la seua superfície, repartides entre 20 parcs nacionals, 555 reserves forestals, 16 monuments naturals, 1 àrea de conservació, 34 àrees de gestió de caça i 1 santuari d'aus. Caldria afegir-hi 1 lloc Patrimoni de la Humanitat i 8 llocs Ramsar, aiguamolls importants per a les aus. El 2015, el president Edgar Lungu hi afegí el Parc nacional de Lusaka, proper a la capital.
- Parc nacional de Blue Lagoon, 450 km²

- Parc nacional d'Isangano, 840 km²

- Parc nacional de Kafue, 22.400 km²

- Parc nacional de Kasanka, 390 km²

- Parc nacional de Lavushi Mana, 1.500 km²

- Parc nacional de Liuwa Plain, 3.660 km²

- Parc nacional de Lochinvar, 410 km²

- Parc nacional del Baix Zambezi, 4.092 km²

- Parc nacional de Luambe, 254 km²

- Parc nacional de Lukusuzi, 2.720 km²

- Parc nacional de les planes de Lusenga, 880 km²

- Parc nacional de Mosi-oa-Tunya, 66 km²

- Parc nacional de Mweru Wantipa, 3.134 km²

- Parc nacional de North Luangwa, 4.636 km²

- Parc nacional de South Luangwa, 9.050 km²

- Parc nacional de Nsumbu, 2.063 km²

- Parc nacional de Nyika, 80 km²

- Parc nacional de Sioma Ngwezi, 5.276 km²

- Parc nacional de West Lunga, 1.684 km²

- Parc nacional de Lusaka, 67 km²